# Patrimoni dell'umanità della Costa Rica
I patrimoni dell'umanità della Costa Rica sono i siti dichiarati dall'UNESCO come patrimonio dell'umanità in Costa Rica, che è divenuta parte contraente della Convenzione sul patrimonio dell'umanità il 23 agosto 1977.
Al 2022 i siti iscritti nella Lista dei patrimoni dell'umanità sono quattro, mentre una è la candidatura per una nuova iscrizione. Il primo sito iscritto nella lista è stato nel 1983 le Riserve della Cordigliera di Talamanca-La Amistad/Parco nazionale La Amistad, durante la settima sessione del comitato del patrimonio mondiale. Il secondo patrimonio è stato il parco nazionale dell'isola del Cocco, aggiunto nel 1997. Due anni dopo, nella ventitreesima sessione, l'Area di conservazione Guanacaste è divenuta il terzo sito costaricano riconosciuto dall'UNESCO. Il quarto e più recente patrimonio, comprendente più componenti, è costituito dagli insediamenti di capi precolombiani con sfere di pietra dei Diquís, inclusi nella lista nel 2014 dalla trentottesima sessione del comitato. Un sito è considerato culturale, secondo i criteri di selezione, tre naturali; uno è parte di un sito transnazionale.

## Siti del Patrimonio mondiale
| Foto | Sito                                                                         | Luogo | Tipo                             | Anno      | Descrizione |
| ---- | ---------------------------------------------------------------------------- | --- | -------------------------------- | --------- | --- |
|      | Riserve della Cordigliera di Talamanca-La Amistad/Parco nazionale La Amistad | Provincia di Cartago, Provincia di Limón, Provincia di Puntarenas, Provincia di San José (condiviso con Panama) | Naturale (205; vii, viii, ix, x) | 1983-1990 | La posizione di questo sito unico in America centrale, dove i ghiacciai quaternari hanno lasciato il segno, ha permesso l'incrocio tra la fauna e la flora del Nord e del Sud America. Le foreste pluviali tropicali coprono la maggior parte dell'area. Quattro diverse tribù indiane abitano questo territorio, che beneficia di una stretta collaborazione tra Costa Rica e Panama. |
|      | Parco nazionale dell'isola del Cocco                                         | Isola del Cocco                                                                                                 | Naturale (820; ix, x)            | 1997-2002 | Il Parco nazionale dell'isola del Cocco, situato a 550 km al largo della Costa Rica, è l'unica isola del Pacifico tropicale orientale coperta da una foresta pluviale. La sua posizione di primo punto di contatto con la controcorrente equatoriale e le innumerevoli interazioni tra l'isola e l'ecosistema marino circostante, fanno dell'area un laboratorio ideale per lo studio dei processi biologici. Il mondo sottomarino del parco nazionale è diventato famoso per l'attrazione che esercita per i subacquei, che lo considerano uno dei posti migliori al mondo per vedere grandi specie pelagiche come squali, razze, tonni e delfini. |
|      | Area di conservazione Guanacaste                                             | Provincia di Alajuela, Provincia di Guanacaste                                                                  | Naturale (928; ix, x)            | 1999-2004 | L'Area de conservación Guanacaste, iscritta nel 1999, è stata ampliata con l'aggiunta di una proprietà privata di 15 000 ettari, Sant'Elena. Contiene importanti habitat naturali per la conservazione della diversità biologica, compresi i migliori habitat forestali aridi dall'America centrale al Messico settentrionale e habitat chiave per specie animali e vegetali in via di estinzione o rare. Il sito dimostra processi ecologici significativi sia nei suoi ambienti terrestri che in quelli marino-costieri. |
|      | Insediamenti di capi precolombiani con sfere di pietra dei Diquís            | Palmar, Puerto Cortés                                                                                           | Culturale (1453; iii)            | 2014      | Il patrimonio comprende quattro siti archeologici situati nel delta del Diquís, che sono considerati esempi unici dei complessi sistemi sociali, economici e politici del periodo 500-1500 d.C. Contengono tumuli artificiali, aree pavimentate, luoghi di sepoltura e, cosa più significativa, una collezione di sfere di pietra, di diametro compreso tra 0,7 e 2,57 m, il cui significato, uso e produzione rimangono in gran parte un mistero. Le sfere si distinguono per la loro perfezione, numero, dimensione e densità e collocazione in posizioni originali. La loro conservazione dal saccheggio che ha colpito la stragrande maggioranza dei siti archeologici in Costa Rica è stata attribuita agli spessi strati di sedimenti che li hanno tenuti sepolti per secoli. |

## Siti candidati
| Foto | Sito                                                                 | Luogo                       | Tipo                    | Anno       | Descrizione |
| ---- | -------------------------------------------------------------------- | --------------------------- | ----------------------- | ---------- | --- |
|      | Parco nazionale del Corcovado e riserva biologica dell'Isla del Caño | Bahía Drake, Puerto Jiménez | Naturale (1795; vii, x) | 30/01/2003 | La candidatura comprende due componenti: il parco nazionale del Corcovado, situato sulla penisola di Osa, affacciato sull'Oceano Pacifico, e l'Isla del Caño posta a circa 20 km al largo della costa occidentale della penisola. |